# 펨토미터
펨토미터(영국 영어: femtometre, 미국 영어: femtometer, 단위: fm)는 미터의 1,000조 분에 1에 해당하는 길이의 단위다. 1펨토미터는 10-15m다.

## 역사
펨토미터는 제11차 국제 도량형 총회에서 채택되었으며 1964년 SI에 추가되었으며 덴마크어 "15"와 철자법의 유사점인 페르미를 사용했다.
페르미는 핵물리학의 창시자 중 한 명인 이탈리아 물리학자 엔리코 페르미(1901~1954)의 이름을 따서 명명되었다. 이 용어는 "전자 산란 및 핵 구조"라는 제목의 리뷰 오브 모던 피직스(Reviews of Modern Physics)에 게재된 1956년 논문에서 로버트 호프스태터에 의해 만들어졌다. 이 용어는 핵물리학과 입자물리학자들이 널리 사용한다. 호프스태터가 1961년 노벨 물리학상을 받았을 때, 이는 그의 1961년 노벨 강의 "전자 산란 방법과 핵과 핵의 구조에 대한 적용"(1961년 12월 11일)의 텍스트에 나타났다.